# Стыковая сварка

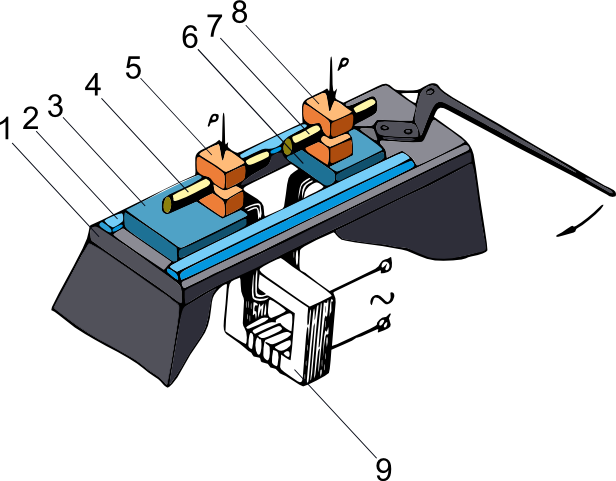
Схема машины для стыковой контактной сварки: 1 — станина машины; 2 — направляющие; 3 — неподвижная плита; 4, 7 — свариваемые заготовки; 5, 8 — зажимы-электроды; 6 — подвижная плита; 9 — сварочный трансформатор; Р — сжимающее усилие

Стыкова́я сва́рка — сварочный процесс, при котором детали соединяются по всей плоскости их касания, в результате нагрева.

## Общие сведения
Стыковая сварка, это один из процессов сварки давлением. Она является разновидностью контактной сварки, поэтому в основу её технологии заложены тепловое воздействие электрического тока по закону Джоуля — Ленца и усилие сжатия свариваемых деталей. Частным случаем стыковой сварки является стыковая конденсаторная сварка.
Основные способы контактной стыковой сварки разработаны в конце XIX века. В 1877 году в США Э. Томсон предложил стыковую сварку сопротивлением. В 1887 году русский изобретатель Н.Н.Бенардос запатентовал способы точечной и позднее шовной  контактной сварки между угольными электродами. Позднее эти способы, усовершенствованные применением электродов из меди и её сплавов, стали наиболее широко распространёнными способами контактной сварки. Современные способы контактной сварки весьма разнообразны. Основными из них являются: точечная, рельефная, шовная, стыковая сварка сопротивлением и стыковая сварка оплавлением. 
Контактная сварка - термомеханический процесс образования неразъемного соединения металлов вследствие сцепления их атомов, при котором локальный нагрев свариваемых деталей протекающим электрическим током в зоне соединения сопровождается пластической деформацией, развивающейся под действием сжимающего усилия. Межатомные связи при этом возникают в твердой фазе или через жидкую прослойку расплавленного металла и сохраняются после охлаждения и кристаллизации. 
Стыковая сварка – способ контактной сварки, когда детали соединяются в процессе совместной пластической деформации нагретых электрическим током торцов деталей при осадке по всей площади сечения. Детали 1 (рис.1) устанавливают в токоподводящих зажимах 2 и 3, один из которых, например, зажим 3 подвижный и соединен с приводом усилия сжатия машины. Сварка состоит из двух этапов – нагрева торцов деталей и их осадки.
Нагрев деталей при стыковой сварке происходит благодаря тому, что через них проходит электрический ток Iсв и на общем электрическом сопротивлении деталей R выделяется тепло Q (закон Джоуля – Ленца):
Q = Iсв2R/t ,                                              (1)
где: t – время  сварки.
Общее сопротивление  деталей определяется выражением:
R = 2Rд+Rк,                                            (2)
где: Rд – сопротивление деталей (вылетов деталей из электродов машины);
Rk - контактное сопротивление между деталями (при сварке оплавлением Rk – электрическое сопротивление искрового зазора).
Сопротивление деталей 2Rд зависит от удельного электрического сопротивления металла ρ, длины их вылетов из электродов машины (установочной длины под сварку) Lсв и площади поперечного сечения  деталей S: 
2Rд = Kп ρLсв/S ,                                         (3)                                                                
где: Кп – коэффициент поверхностного эффекта (заметно растет до температуры ферромагнитного превращения). 
По методу нагрева различают два способа сварки - контактная стыковая сварка сопротивлением и контактная стыковая сварка оплавлением. По состоянию металла в зоне сварки они относятся к сварке в твердой фазе, хотя в отдельных случаях, особенно при сварке оплавлением, сварное соединение формируется в твердо – жидком состоянии.

## Технология
В зависимости от марки металла, площади сечения соединяемых деталей и требований к качеству соединения, стыковую сварку можно выполнять двумя способами: сопротивлением (с разогревом стыка до пластического состояния) и оплавлением (с разогревом стыка до оплавления).

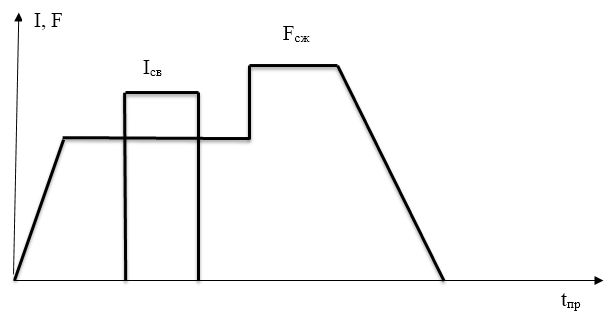
Циклограмма стыковой сварки сопротивлением

Сварка сопротивлением используется для соединения деталей с площадью сечения до 200 мм². Применяется в основном при сварке проволоки, стержней и труб из низкоуглеродистой стали относительно малых сечений. Осуществляется следующим образом: закреплённые в зажимах сварочной машины детали плотно прижимают друг к другу свариваемыми поверхностями, а затем пропускают через них электрический ток. После нагрева стыкуемых поверхностей до пластического состояния производится осадка (сжатие) деталей с одновременным отключением тока.
Для обеспечения равномерного нагрева контактирующие торцы свариваемых заготовок должны быть тщательно подготовлены. Необходимо удалить неровности, загрязнения и окислы, так как неравномерность нагрева и окисление металла на торцах понижают качество сварки сопротивлением. Чем больше сечение свариваемых поверхностей, тем ниже качество сварного соединения, главным образом из-за образования окислов в стыке. Этим объясняется ограниченное применение сварки сопротивлением, которая используется для соединения деталей с площадью сечения до 200 мм². Применяется в основном при сварке проволоки, стержней и труб из низкоуглеродистой стали относительно малых сечений, также сварка сопротивлением даёт хорошие результаты для металлов, обладающих хорошей свариваемостью в пластическом состоянии — малоуглеродистых и низколегированных конструкционных сталей, алюминиевых и медных сплавов.

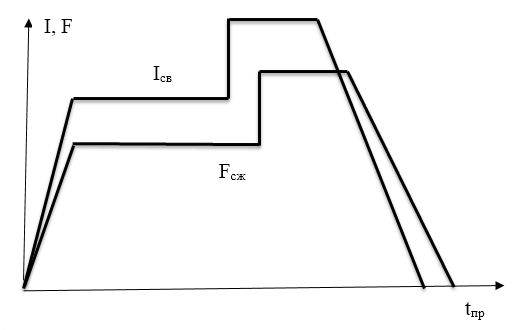
Циклограмма стыковой сварки с прерывистым оплавлением

Сварка оплавлением используется для соединения деталей с площадью сечения до 100000 мм², таких как трубопроводы, арматура железобетонных изделий, стыковые соединения профильной стали.
При сварке оплавлением вначале на детали подают напряжение от сварочного трансформатора, а затем их сближают с заданной скоростью. При соприкосновении деталей в образующихся отдельных контактах вследствие большой плотности тока металл контактов быстро нагревается и взрывообразно разрушается. Часть выделившегося при этом тепла безвозвратно теряется в атмосфере с брызгами металла, другая часть благодаря теплопроводности накапливается в стыке. Накопление тепла в процессе непрерывного образования и разрушения контактов – перемычек обеспечивает нагрев торцов деталей. К концу процесса нагрева на торцах образуется сплошной слой жидкого металла. В этот момент резко увеличивается скорость сближения деталей. Торцы соединяются, большая часть жидкого металла вместе с поверхностными плёнками и частью твердого металла выдавливается из зоны сварки, образуя утолщение - грат. Сварочный ток выключается во время осадки деталей. Основная технологическая роль оплавления заключается в нагреве деталей до образования на торцах слоя расплавленного металла и в получении соответствующего распределения температур в околошовной зоне для проведения последующей осадки и удаления расплава и оксидов.
Применяется для соединения железнодорожных рельсов на бесстыковых путях, для производства длинноразмерных заготовок из сталей, сплавов и цветных металлов. В судостроении используется для изготовления якорных цепей, змеевиков холодильников рефрижераторных судов. Также сварка оплавлением используется в производстве режущего инструмента (например, для сварки рабочей части сверла из инструментальной стали с хвостовой частью из обычной стали).
Контактная стыковая сварка имеет свои особенности, связанные с геометрической формой поперечного сечения (ширина значительно больше толщины). При сварке сопротивлением случайный характер расположения участков контактирования в стыке и обусловленная этим неравномерность нагрева таких сечений является большой проблемой. Тепло, выделяемое на участках контактирования, вызывает в них быстрое повышение температуры, которая сохраняется и после исчезновения контактного сопротивления до конца цикла сварки. Это приводит к перегреву металла на данных участках со всеми вытекающими последствиями — ростом зерен, скоплением примесей по границам зерен и др. Пластические и прочностные свойства металла данной зоны снижаются и улучшить их высоким отпуском, применяемым в контактных машинах, невозможно. Кроме того, большая плотность тока, необходимая для нагрева сопротивлением (значительно большая, чем при нагреве оплавлением) приводит к выплескам металла при нагреве и образованию оксидов в зоне соединения.
Поэтому сварные соединения , полученные контактной стыковой сваркой сопротивлением, не имеют высокого, а главное, стабильного качества. При сварке  оплавлением единичные контакты в зоне оплавления равномерно распределены по всему поперечному сечению стыка, что обеспечивает его равномерный нагрев и получение более стабильных свойств сварных соединений
.